# 皆川ゆか
皆川 ゆか / 皆河 有伽（みなかわ ゆか、1965年 - ）は、日本の小説家、漫画原作者、脚本家、評論家、3DCG映像クリエイター、元大学教員。

## 概要
1987年、講談社X文庫ティーンズハートより『ぱらどっくすティー・パーティー』で小説家デビュー。
初期はオリジナルの小説を中心に執筆していたが、1995年頃よりアニメ・ゲーム作品のノベライズへと発表の場を広げ、2001年には『機動戦士ガンダム 公式百科事典 GUNDAM OFFICIALS』を編纂し注目を集める。
以降、小説執筆に加え、アニメ関連の書籍・雑誌への評論やコラムの寄稿、大学での講義、『宇宙戦艦ヤマト』リメイクシリーズではアニメ製作にも関与するなど、文筆にとどまらない活動を行っている。
オリジナルの小説作品に『ティー・パーティー』シリーズ、『運命のタロット』シリーズなど。
ノベライズに『機動戦士ガンダム』シリーズ、『宇宙戦艦ヤマト2202』などがある。

## 名義の変遷
1987年のデビューから「皆川ゆか」名義を用いたが、2009年頃、公式サイトにおいて「皆河有伽」への改名を宣言。
同年刊行の『小説 手塚学校』から数年間は「皆河有伽」名義で執筆活動を行ったが、2015年刊行の『キーマスター 翠玉のチェストブレイカー』以降は名義を「皆川ゆか」に戻している。
2013年度から2020年度まで非常勤講師として教鞭をとった相模女子大学では、一貫して「皆河有伽」の名義を用いた。

## 『機動戦士ガンダム』シリーズへの関与
1996年、主に執筆の場を得ていた講談社より『新機動戦記ガンダムW外伝 右手に鎌を左手に君を』を、続いて1997年には『機動戦士ガンダム外伝 THE BLUE DESTINY』ノベライズを刊行。
2001年、『機動戦士ガンダム 公式百科事典 GUNDAM OFFICIALS』を編纂し注目を集める。
後、2006年には『評伝シャア・アズナブル 《赤い彗星》の軌跡』を上梓、また同年連載開始した高山瑞穂による漫画『機動戦士ガンダムALIVE』ではシナリオを担当した。
『機動戦士ガンダムSEED』シリーズではフィルムコミックの編集に関与。Blu-ray BOXのブックレットにはコラムを寄稿している。
また、『Goods Press』など雑誌の特集にはたびたび記事を寄せている。
自身、第一シリーズ放送当時からの熱心なファンであることは折々に語られる。
「アニメ新世紀宣言」を観覧した経験は短編小説として『ガンダムUC証言集』（2014年、KADOKAWA）に寄稿されている。

## 『宇宙戦艦ヤマト』リメイクシリーズへの関与
第2作『宇宙戦艦ヤマト2202 愛の戦士たち』ノベライズを担当。
劇場版総集編『宇宙戦艦ヤマトという時代・西暦2202の選択』では脚本を担当、およびブルーレイ特典小説『私の心がこのようにあることは』を寄稿。
第3作『宇宙戦艦ヤマト2205 新たなる旅立ち』には設定考証として参加した。
『ガンダム』と並び、十代で触れた旧シリーズの強い印象は折々に語られる。
『ガンダム』に先行して放映された本作は、「お兄さん・お姉さんのもの」という感覚であり、劇場版は従兄に連れられて鑑賞したという

。
『2202』小説の刊行は4巻を最後に中断している（2022年現在）が、アニメ関連の作業が優先されているためであり、続刊予定である。

## 主な著書
特に記載がないものは皆川ゆか名義。

### 小説
- 「ティー・パーティー（八幡高校超常研報告）」（講談社X文庫ティーンズハート）
- 『太陽系アイドル伝説 - ALICE SOS ‐』上・下（ソノラマ文庫） - 「ティー・パーティー」シリーズのスピンオフ小説。
- 「運命のタロット」（講談社X文庫ティーンズハート）
  - 「真・運命のタロット」（講談社X文庫ティーンズハート）
- 「プレスタージョン戦記」（小学館、キャンバス文庫）

1. 『神とともにあれ』
2. 『獅子、虎に逢う』
3. 『天の涙、地の慟哭』

- 『僕は君のためにいる』全4巻 (桜桃書房、Eclipse novel)
- 「小説手塚学校」（皆河有伽名義、講談社）

1. 『日本動画興亡史 ～テレビアニメ誕生～』
2. 『日本動画興亡史 ～ソロバン片手の理想家～』

- 『キーマスター 翠玉のチェストブレイカー』（川瀬弓鶴共著、ポニーキャニオン）

### アンソロジー
- 「荒野の基督」：『エロティシズム12幻想』（エニックス） 2000年2月、のち講談社文庫 2002年3月
- 「ぼくの好きな貌(かお)」：『少女小説とSF』（星海社）2024年3月

### ノベライズ
- 『ストリートファイターII キャミィヒストリー 雨の日に拾った子猫』全2巻（CAPCOM原作、ワニブックス、Wani heroes） 1995年
- 『機動戦士ガンダム外伝 THE BLUE DESTINY』（矢立肇原作、講談社マガジン・ノベルス・スペシャル、講談社文庫）
- 『げんしけん 非公式外伝ストーリー』（木尾士目原作、講談社KCDX） - 「げんしけん OFFICIAL BOOK」収録
- 『新機動戦記ガンダムW外伝 右手に鎌を左手に君を』（矢立肇原作、講談社文庫）
- 『小説エア・ギア Air gear another tric mes』（大暮維人原作、講談社KCノベルス）
- 『小説 宇宙戦艦ヤマト2202 愛の戦士たち」』（西崎義展原作、福井晴敏ストーリー、KADOKAWA）
- 『小説 私の心がこのようにあることは』（西崎義展原作） - 映画『「宇宙戦艦ヤマト」という時代 西暦2202の選択』初回限定生産ブルーレイ版の特典

### 原作・シナリオ
原作
- 『聖剣王シグリード』全2巻（環望漫画、宮武一貴メカデザイン、徳間書店、MANGA･BOYS･COMICS）

シナリオ
- 漫画『機動戦士ガンダムALIVE』全5巻（高山瑞穂漫画、矢立肇, 富野由悠季原著、講談社、コミックボンボンデラックス）
- 映画『「宇宙戦艦ヤマト」という時代 西暦2202年の選択』[5]

### 辞典・評伝等
- 『機動戦士ガンダム 公式百科事典 GUNDAM OFFICIALS』（サンライズ監修、講談社）
  - 『GUNDAM Q101 - 『機動戦士ガンダム公式百科事典』完全対応副読本!』（サンライズ共著、地球連邦総合大学リーア分校『GUNDAM OFFICIALS』研究室編集、講談社）
- 『評伝シャア・アズナブル《赤い彗星》の軌跡』上・下（サンライズ監修、講談社、KCピース） 2006年12月、のち講談社文庫（全1巻） 2012年4月
- 『総解説 ガンダム事典 ガンダムワールドU.C.編』（サンライズ監修、講談社KCDX） 
  - 『総解説ガンダム事典Ver.1.5』（皆河有伽名義） - 上記の増補改訂版